# Tachina occidentalis
Tachina occidentalis là một loài ruồi trong họ Tachinidae.